# Гроблерсдал
Гроблерсдал (Groblersdal) — административный центр местного муниципалитета Элиас Мотсоаледи и района Секхукхуне в провинции Лимпопо (ЮАР). Город назван в честь В.Дж.Гроблера, владельца фермы, на месте которой была сооружена находящаяся неподалёку Лоскопская плотина.